# Euphorbia celata
Euphorbia celata ist eine Pflanzenart aus der Gattung Wolfsmilch (Euphorbia) in der Familie der Wolfsmilchgewächse (Euphorbiaceae).

## Beschreibung
Die sukkulente Euphorbia celata bildet ausdauernde Kräuter bis 5 Zentimeter Höhe mit einer knolligen und bis 5 Zentimeter großen Wurzel aus. Die zweihäusigen Pflanzen besitzen viele unterirdische und rhizomartige Triebe, die bis 15 Zentimeter lang werden und an denen sich wieder Knollen bilden. Die oberirdischen Triebe erreichen eine Höhe von 2 Zentimeter über der Erde und werden bis 5 Millimeter dick. Sie sind mit kleinen Warzen bedeckt, die spiralartig angeordnet sind. Die verkehrt eiförmigen Blätter werden bis 6 Millimeter lang und 5 Millimeter breit. Sie sind nahezu sitzend, sukkulent und kurzlebig.
Die weiblichen Cyathien stehen einzeln an einem Stiel und erreichen bis 7 Millimeter im Durchmesser. Die männlichen Cyathien bilden einfache Cymen an den Triebspitzen aus. Sie stehen an einem 4 Millimeter langen Stiel und erreichen 4,5 Millimeter im Durchmesser. Die elliptischen Nektardrüsen besitzen an den Rändern kleine Kerben. Die stumpf gelappte Frucht wird etwa 7 Millimeter groß und ist nahezu sitzend. Sie enthält den eiförmigen Samen, der 4,5 Millimeter lang und 3 Millimeter breit wird. Er besitzt eine mit flachen Warzen besetzte Oberfläche.

## Verbreitung und Systematik
Euphorbia celata ist in der südafrikanischen Provinz Nordkap bei Vanrhynsdorp auf Quarzithügeln in Höhenlagen von 100 Meter verbreitet.
Die Erstbeschreibung der Art erfolgte 1974 durch Robert Allen Dyer. Ein Synonyme zu dieser Art ist Euphorbia miscella L.C.Leach (1984).